# Teoria das restrições
A Teoria das Restrições (TOC - Theory of Constraints) é um paradigma de gestão que considera qualquer sistema gerenciável como sendo limitado em alcançar mais do que suas metas por um número muito pequeno de restrições. Introduzida por Eliyahu M. Goldratt em seu livro A Meta de 1984, a publicidade e liderança por trás dessas ideias foram exercidas principalmente pelo Dr. Goldratt através de uma série de outros livros, seminários e workshops.
A TOC foi concebida para auxiliar organizações a alcançar seus objetivos continuamente. É fundamentada em um conjunto de princípios básicos (axiomas), alguns processos simples (Perguntas Estratégicas, Etapas de Foco, Efeito-Causa-Efeito), ferramentas lógicas (o Processo de Raciocínio) e é aplicável através da dedução lógica a áreas específicas como finanças, logística, gerência de projetos, administração de pessoas, estratégia, vendas, marketing e produção.
De acordo com a TOC, toda organização tem - em um dado momento no tempo - pelo menos uma restrição que limita a performance do sistema (a organização em questão) em relação à sua meta. Essas restrições podem ser classificadas como restrições internas e restrições externas, ou de mercado. Para gerir a performance do sistema, a restrição deve ser identificada e administrada corretamente (de acordo com os Cinco Etapas de Foco, mostrados abaixo). Ao longo do tempo a restrição pode mudar (e.g., porque a restrição anterior foi solucionada com sucesso ou por mudanças no ambiente de negócios) e a análise recomeça.

## Princípios básicos
Os princípios são claramente explicitados no programa de auto-aprendizado "SLP 7 - Managing People" e em "Necessary and Sufficient - Unit 2 The Basic Assumptions of TOC".
1. Simplicidade Inerente (Convergência)
2. Consistência
3. Respeito

Os princípios são tratados como axiomas, ou seja, não possuem prova. Ainda assim Goldratt fornece, alguma indicação do porquê ele teria escolhido esses princípios para servirem de base à TOC. A maioria desses princípios advém das Ciências Exatas, particularmente da Física.
Os dois primeiros derivam das palavras de Isaac Newton: Natura valde simplex est et sibi consona. (A natureza é excepcionalmente simples e é coerente consigo mesma), enquanto o terceiro fornece o embasamento para a arte de lidar com o comportamento e motivação humanos.

## O Processo de Raciocínio da TOC
A TOC oferece princípios, ideias, ferramentas e processos para ajudar a responder 3 perguntas fundamentais:
1. O que mudar?
2. Para o que mudar?
3. Como causar a mudança?

### Árvore da Realidade Atual
Similar a um "mapa de situação atual", utilizado por muitas organizações, a árvore de realidade atual avalia a rede de relações de causa e efeito entre efeitos indesejáveis e auxilia na identificação das causas desses efeitos indesejáveis. Um dos primeiros passos nesse processo é descrever, através de um desenho simples, os principais sintomas percebidos de uma situação problemática e as suas causas aparentes. O benefício de se fazer isso é que fica muito mais fácil estabelecer relações entre causas e efeitos. E uma vez feito isso, o foco pode ir para a resolução dos pontos que causariam maior mudança positiva, se mudados.

### Evaporação de Nuvem
A evaporação de nuvem é um diagrama de resolução de conflitos apropriado para situações em que há um antagonismo entre duas partes envolvidas (duas ideias ou dois pontos de vista, da mesma pessoa ou entre pessoas ou entidades diferentes). É um método para examinar objetivamente o conflito e buscar uma situação "ganha-ganha" :
As setas devem ser lidas como “para que”, “porque”, “de forma que”.
Exemplo: “Para obtermos A precisamos de B, e para obtermos B precisamos de D”
Passos para a resolução do problema:
1. Decida que você realmente quer resolvê-lo.
2. Desenhe a nuvem e defina claramente o conflito, o objetivo em comum e as necessidades intermediárias.
  - O que cada parte quer? As respostas serão as caixas D e D'. Identifique claramente por que elas são mutuamente exclusivas, ou por que não podem ser satisfeitas simultaneamente (e.g., disponibilidade insuficiente de recursos).
  - Identifique as necessidades que estão sendo atendidas com as ações/vontades de cada parte - a razão pela qual cada parte quer o que quer. Comporão as caixas B e C.
  - Qual é o objetivo comum que B e C atendem? Isso pode ser difícil de se determinar, mas a ideia é que se não existisse algum objetivo em comum, ou estreitamente relacionado, não haveria conflito.
3. Obtenha acordo quanto ao diagrama.
4. Revise o diagrama e suas relações causais.
5. Desafie as setas entre as caixas, perguntando "por quê?".

#### Nuvem central de conflito
É um tipo de "evaporação de nuvem" que emerge da análise da árvore da realidade atual. É uma combinação de vários efeitos indesejáveis que formam uma espécie de nuvem mascarando os conflitos mais profundos que os causam. Conceito introduzido por Goldratt no seu romance "Não é Sorte".

### Outros processos
- Árvore da realidade futura: Similar a um "mapa de situação futura", a árvore de realidade futura mostra o estado futuro desejável do sistema e auxilia na identificação de possíveis efeitos colaterais (ramificações negativas) possibilitando o refinamento do plano de ação.

- Ramificações negativas: O objetivo do estudo das ramificações negativas é compreender o nexo causal entre ações desejadas (ou ideias) e seus potenciais efeitos indesejados, a fim de fornecer subsídio para o seu gerenciamento. É uma análise de risco e geração de planos de mitigação e contingência.

- Ciclo de retroalimentação positiva: Os efeitos desejados expostos na árvore da realidade futura amplificam os objetivos intermediários que estão em um nível mais baixo na árvore. Enquanto o objetivo intermediário é fortalecido ele afeta positivamente esse efeito desejado.

- Árvore de pré-requisitos: Um diagrama que explicita todos os objetivos intermediários necessários para que se complete uma ação e os obstáculos a serem superados no processo. Excelente para criar planos de projeto.

- Árvore de transição: Descreve em detalhes as ações que deverão ser cumpridas para que se alcance o objetivo ou que se implemente as mudanças desejadas, especificando também o porquê de cada uma.

- Árvore de estratégia e tática: O plano de negócio em geral e as análises quantitativas que possibilitam uma implementação bem sucedida e o ciclo de retro-alimentação positiva. Também introduzido por Goldratt no seu romance "Não é Sorte".

Alguns observadores notam que esses métodos não são tão diferentes de outros modelos de mudança da administração como o Ciclo PDCA.

## Processo de Melhoria Contínua
A TOC sustenta que é essencial focalizar os esforços de melhoria no elo mais fraco da corrente, pois é ele que determina o desempenho global do sistema em estudo. Qualquer iniciativa de tentar melhorar outros elos que não o mais fraco não trará benefícios sistêmicos, e mesmo os potenciais benefícios locais poderão ameaçar a meta global.
A Teoria das Restrições é baseada na premissa de que a taxa de atingimento de metas num sistema baseado em metas, isto é, a vazão) de um sistema, é limitado por pelo menos uma restrição.
O argumento reductio ad absurdum ou Prova por contradição é o seguinte: Se não existe algo impedindo um sistema de atingir maior vazão, isto é, mais unidades da meta numa unidade de tempo, sua vazão seria infinita - o que seria impossível num sistema na vida real.
A vazão total somente pode ser aumentada pelo incremento do fluxo através da restrição.
Assumindo que as metas de um sistema foram estruturadas e suas mensurações definidas, as Cinco Etapas de Foco que fundamentam um processo de melhoria contínua, são:
1. IDENTIFICAR a(s) restrição(ões) do sistema que pode(m) impedir que a organização obtenha mais de sua meta em uma unidade de tempo.
2. DECIDIR como EXPLORAR a(s) restrição(ões) do sistema para tirar o máximo proveito da restrição.
3. SUBORDINAR tudo mais à decisão acima através do alinhamento de todo sistema ou organização para suportar a decisão tomada acima.
4. ELEVAR a(s) restrição(ões) do sistema fazendo outras grandes mudanças para incrementar a capacidade da restrição.
5. Atenção! Se após os passos anteriores uma restrição for quebrada, VOLTAR na Etapa 1, mas não permita que a INÉRCIA crie uma restrição no sistema.[5]

O objetivo de uma organização comercial é: "Fazer mais dinheiro agora e no futuro", e sua mensuração é data pela contabilidade dos ganhos em: vazão, Estoque, e despesas.
As Cinco Etapas de Foco objetivam garantir que os constantes esforços de melhoria sejam centrados na(s) restrição(ões) da organização. Na literatura da TOC, isto é referenciado como Processo de Melhoria Contínua (POOGI).

### Restrição
Uma restrição é qualquer coisa que possa impedir um sistema de atingir seu objetivo. As restrições podem se manifestar de várias formas, mas o princípio fundamental na TOC é de que não existem dezenas ou centenas de restrições. Existe pelo menos uma, mas no máximo somente algumas num dado sistema. Restrições podem ser internas ou externas ao sistema.
Uma restrição interna se evidência quando o mercado exige mais do sistema do que ele pode oferecer. Se este for o caso, então, o foco da organização deve estar em descobrir essa restrição interna e seguindo as cinco etapas de foco para abri-la (e, potencialmente, removê-la). Existe uma restrição externa quando o sistema pode produzir mais do que o mercado irá suportar. Se este for o caso, então a organização deve se concentrar em mecanismos que criem mais demanda para seus produtos ou serviços.
Tipos de restrições (interna)
- Equipamentos: A maneira que equipamentos são utilizados no momento limita a capacidade do sistema para produzir bens / serviços mais vendáveis.
- Pessoas: a falta de pessoas qualificadas limita o sistema. Modelos mentais das pessoas pode causar um comportamento que se torna uma restrição.
- Política: Uma política escrita ou não impede que o sistema faça mais.

O conceito de restrição na Teoria das Restrições é análogo a, mas difere da restrição que aparece em otimização matemática. Em suma, a restrição é usada como um mecanismo de foco para a gestão do sistema. Em otimização, a restrição é escrita nas expressões matemáticas para limitar o âmbito de aplicação da solução (X não pode ser maior do que 5).
Observação: as organizações têm muitos problemas com equipamentos, pessoas, políticas, etc (um colapso é apenas isso: um colapso - e não é uma restrição, no verdadeiro sentido do conceito TOC). A restrição é algo que está impedindo que a organização obtenha mais rendimento (normalmente, faturamento por meio de vendas), mesmo quando nada der errado.

### Quebrando uma restrição
Se a capacidade de vazão de uma restrição for elevada a um ponto em que ela deixa de ser o fator limitante do sistema, pode-se dizer que a restrição foi "quebrada". A partir de então, o fator limitante passa agora a ser em uma outra parte do sistema através de uma outra restrição ou pode ser externo ao sistema (restrição externa). Isto não deve ser confundido como um colapso.

## Aplicações
A TOC está sendo aplicada com sucesso em diversos contextos: manufatura, logística e distribuição, cadeia de suprimentos, gerenciamento de projetos, marketing e vendas, contabilidade, prestação de serviços, tecnologia da informação, engenharia de software, saúde, educação, vida pessoal, etc.
Também serve como um excelente ponto de partida para outras metodologias de gerenciamento, como Lean e Seis Sigma.
Há uma organização que cuida da certificação de profissionais, a TOCICO (TOC International Certification Organization), e o consultor certificado é conhecido como um Jonah, que é o personagem-professor no livro "A Meta".
Na contabilidade, a aplicação da TOC se dá na ramificação conhecida por Contabilidade de Ganhos (tradução de "Throughput Accounting"), também conhecida como "Bússola Financeira".